# Charles Wardell Stiles

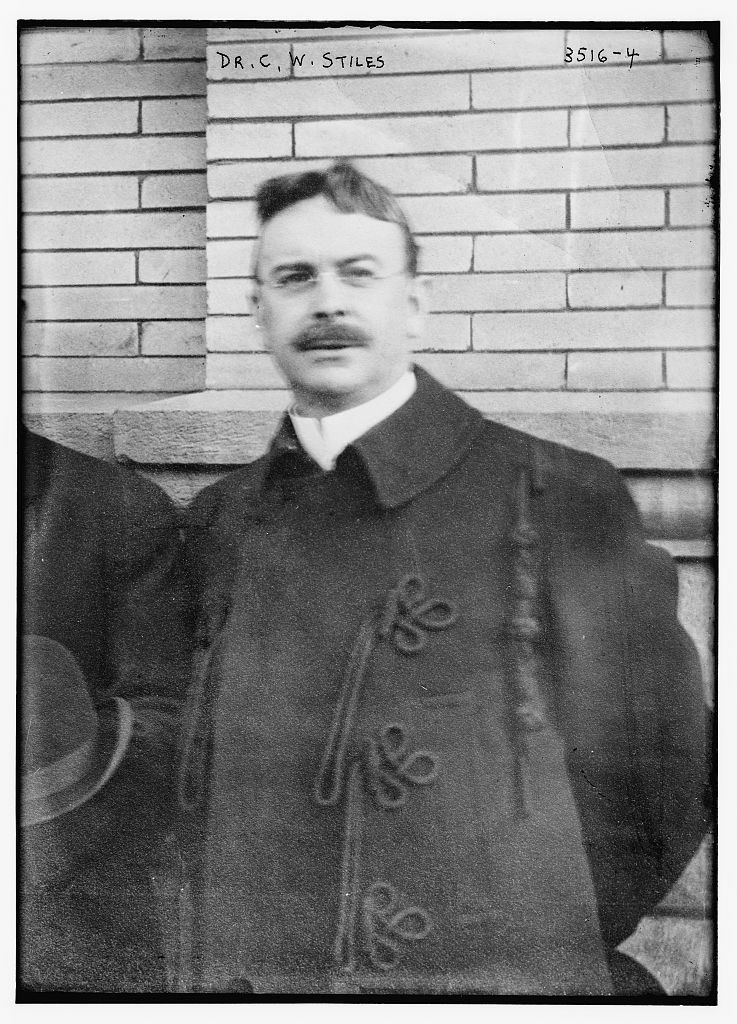
Charles Wardell Stiles

Charles Wardell Stiles (geb. 15. Mai 1867 in Spring Valley (New York); gest. 24. Januar 1941) war ein US-amerikanischer Zoologe und Parasitologe. Besondere Verdienste erlangte er durch seine Bekämpfungsmaßnahmen gegen Hakenwürmer in den Südstaaten. Er war Erstbeschreiber der Gattung Necator und der Hakenwurmart Necator americanus. Er war außerdem Sekretär der International Commission on Zoological Nomenclature, einem Gremium, das sich mit der zoologischen Systematik befasst.

## Leben
Stiles studierte an der Wesleyan University in Connecticut, am Collège de France (1886–1887), an der Universität Berlin (1887–1889) und an der Universität Leipzig (1889–1890). Ab 1891 setzte er seine Studien in Triest und am Institut Pasteur in Paris fort. In Leipzig wurde er beim renommierten Parasitologen Rudolf Leuckart promoviert.
Anschließend unterrichtete er medizinische Zoologie an der Johns Hopkins University und an der Georgetown University. Zudem arbeitete er von 1891 bis 1902 als Zoologe am Bureau of Animal Industry des Landwirtschaftsministeriums der Vereinigten Staaten und von 1902 bis 1931 als Chefzoologe am Hygienelabor des United States Public Health Service. 1898 wurde Stiles als wissenschaftlicher Berater nach Deutschland geschickt, um Trichinen in amerikanischem Schweinefleisch zu untersuchen. Die Untersuchung führte zu dem Ergebnis, dass die damals übliche Methode der Trichinenuntersuchung nicht ausreichend vor der Trichinellose schützt. Darüber hinaus erarbeitete Stiles ein Konzept zur Ausrottung der Necatoriasis. 1921 wurde ihm die Public Welfare Medal der National Academy of Sciences verliehen. Im selben Jahr wurde er Mitglied der American Academy of Arts and Sciences.
Stiles war mit Virginia Stiles, geb. Baker, verheiratet. Das Paar hatte zwei Töchter. Er starb im Marine Hospital, in das er wegen eines Herzproblems eingeliefert worden war. Seine Ruhestätte befindet sich auf dem Rosedale Cemetery in Montclair.